# Trachelobrachys
Trachelobrachys — род жесткокрылых насекомых семейства точильщиков.

## Описание
Усики у обоих полов гребенчатые со второго членика. Окраска тела чёрная, надкрылья часто палевые или светло-жёлтые.

## Систематика
В составе рода:
- Trachelobrachys kiesenwetteri (Morawitz, 1861)